# Сернаља дела Батаља
Сернаља дела Батаља (итал. Sernaglia della Battaglia) је насеље у Италији у округу Тревизо, региону Венето.
Према процени из 2011. у насељу је живело 3869 становника. Насеље се налази на надморској висини од 115 м.

## Становништво
Према резултатима пописа становништва 2011. у општини је живело 6.325 становника.
| 1931. | 1936. | 1951. | 1961. | 1971. | 1981. | 1991. | 2001. | 2011. |
| ----- | ----- | ----- | ----- | ----- | ----- | ----- | ----- | ----- |
| 4.585 | 4.164 | 4.663 | 4.743 | 5.201 | 5.537 | 5.542 | 5.799 | 6.325 |